# Villamosenergia-ipar

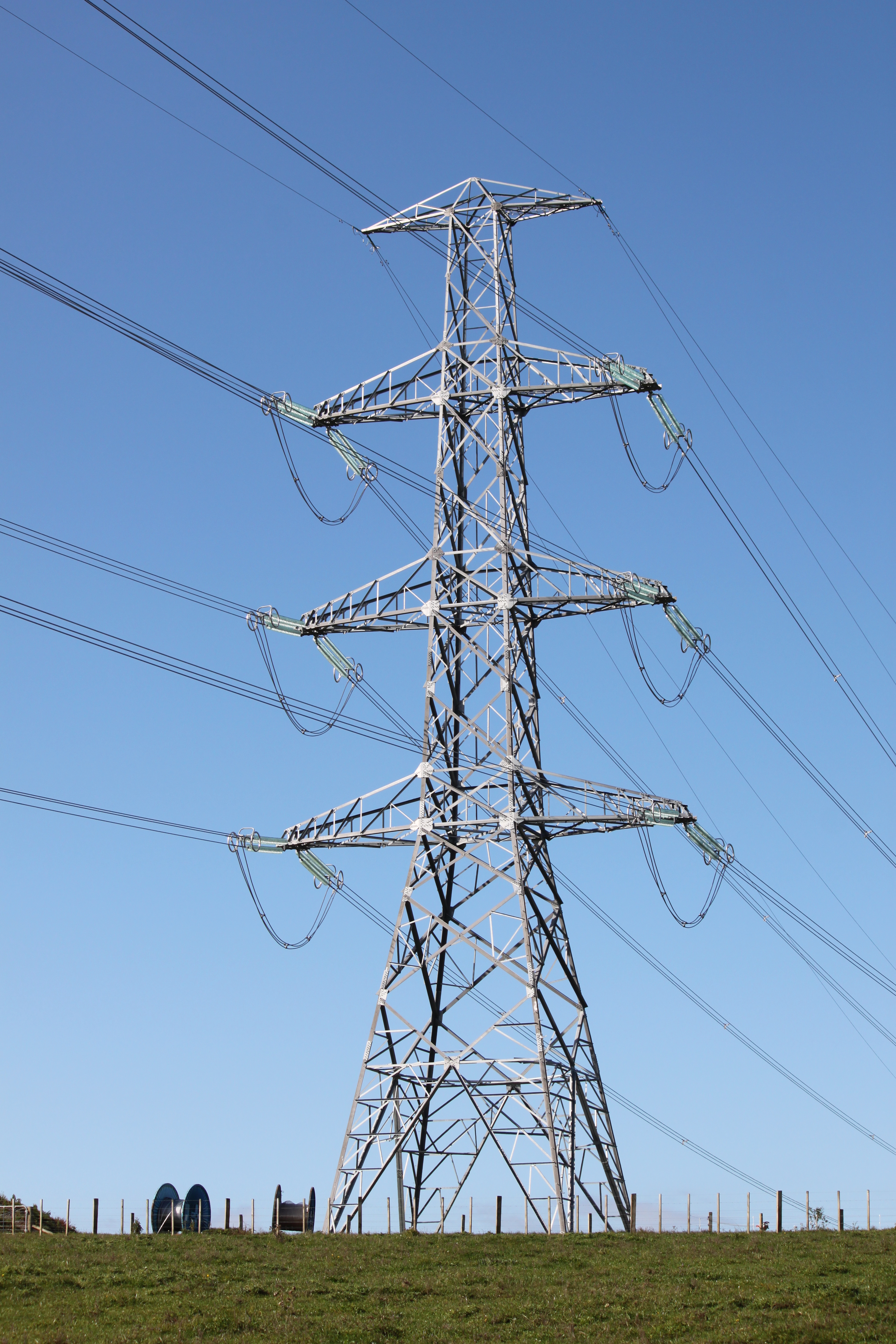
Nagyfeszültségű távvezeték

A villamosenergia-ipar a nehéziparnak az elektromos áram előállításával, továbbításával foglalkozó ága. Ide tartoznak az erőművek és a távvezeték rendszerek.

## Erőmű
(fűtőerőmű, fűtőmű, távfűtőrendszerek)
Olyan technikai rendszer, amely a természetes energiaforrások energiáját villamosenergiává, vagy hővé alakítja.
A csak hőenergiát előállító erőműveket fűtőerőműveknek vagy fűtőműveknek nevezik. Ilyenek fordulnak elő a nagy távfűtőrendszereknél. Ezek általában önmagukban rossz hatásfokúak. Ezért egyre inkább villamosenergiát is előállító erőműveket alkalmaznak.
Az erőműveket általában a felhasznált energiaforrás alapján nevezik el: hőerőmű, atomerőmű, vízerőmű, szélerőmű, árapályerőmű... stb.

## Távvezeték
Villamos energia nagyobb távolságú átvitelére létesített középfeszültségű vagy nagyfeszültségű szabadvezeték. Vezetői sodronyszerkezetűek. Anyaguk vörösréz, alumínium vagy acél-alumínium kombinációja.
Az erőművek által előállított 11 000 voltos váltóáramú feszültséget transzformátorokkal 200 000 - 750 000 volttá alakítják és ezt továbbítják a távvezetékekkel.